# Sisséplé
Sisséplé est une localité du Nord de la Côte d'Ivoire et appartenant au département de Boundiali,Région des Savanes.  